# 蘭斯·帕里許
蘭斯·麥可·帕里許（英語：Lance Michael Parrish，1950年12月25日—），綽號「大輪」，為美國職棒大聯盟的捕手，生涯曾效力過老虎、費城人、天使、水手、印地安人、海盜與藍鳥等隊。帕里許被認為是1980年代守備能力最出色的捕手，而他之前擔任過老虎隊1A球隊的總教練。目前他在老虎隊擔任總經理的特別助理。

## 職業生涯
1977年，帕里許登上大聯盟。1979年，他正式取代Milt May成為老虎隊先發捕手。1980年，他的打擊率為2成86，並敲出24轟與82分打點。不僅入選明星賽，還拿下生涯首座銀棒獎。

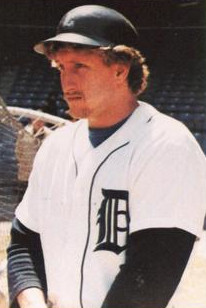
1983年的帕里許

1982年，帕里許迎來了生涯年。該季他繳出2成84的打擊率，並敲出32轟與87分打點，再度拿下銀棒獎。隔年他敲出27轟與114分打點，不僅拿下第三座銀棒獎，他還拿下首座金手套獎。1984年，帕里許做為中心打者，他敲出33轟與98分打點。他還在4月7日接捕了傑克·莫里斯的無安打比賽。最後老虎隊拿下分區冠軍，並順利在美聯冠軍賽和世界大賽接連擊敗皇家和教士。
在老虎隊待了10年後，帕里許加盟費城人。當時球隊希望帕里許的加入能夠幫助他們衝擊季後賽，不過帕里許在1988年的打擊率僅有2成15，因此他隔年被交易到天使。1992年後，帕里許成為棒球浪人。1993年春訓，他試圖在道奇隊東山再起。不過球隊新人麥克·皮耶薩成為了先發捕手，因此他回到老東家老虎。而他之後又到了海盜、皇家與藍鳥等隊，1996年他回到海盜，不過並未入選大聯盟名單內，最後他選擇退休。

## 生涯打擊成績
| 出賽次數 | 打席 | 打數 | 得分 | 安打 | 二安 | 三安 | 全壘打 | 打點 | 盜壘 | 保送 | 三振 | 打擊率 | 上壘率 | 長打率 | OPS  |
| -------- | ---- | ---- | ---- | ---- | ---- | ---- | ------ | ---- | ---- | ---- | ---- | ------ | ------ | ------ | ---- |
| 1988     | 7797 | 7067 | 856  | 1782 | 305  | 27   | 324    | 1070 | 28   | 612  | 1527 | .252   | .313   | .440   | .753 |

## 退休之後
1996年，帕里許在皇家擔任捕手指導員。後來他在道奇隊2A擔任兩年教練，又到了老虎隊擔任3年教練。
2006年，他擔任道奇隊新人聯盟球隊的總教練。隔年他成為1A球隊的總教練。
2014年2月5日，帕里許在老虎2A執教，後來他又去1A執教。2019年11月12日，帕里許成為老虎隊總經理的特助。

## 個人生活
帕里許的兩個兒子都是職棒球員，大兒子大衛在2000年大聯盟選秀曾被洋基隊選走。

## 外部連結
- 球員資訊和成績在MLB，ESPN，Baseball-Reference，Fangraphs（英文）
- 蘭斯·帕里許在台灣棒球維基館上的頁面（繁體中文）